# Locomotives de Las Vegas
Les Locomotives de Las Vegas (en anglais : Las Vegas Locomotives) étaient une franchise professionnelle de football américain de l'United Football League basée à Las Vegas.

## Saisons
| Saison | Victoire | Défaite | Nul | Séries éliminatoires     |
| ------ | -------- | ------- | --- | ------------------------ |
| 2009   | 4        | 2       | 0   | Champion UFL 20–17 (a.p) |
| 2010   | 5        | 3       | 0   | Champion UFL 23–20       |